# Paul O’Donovan

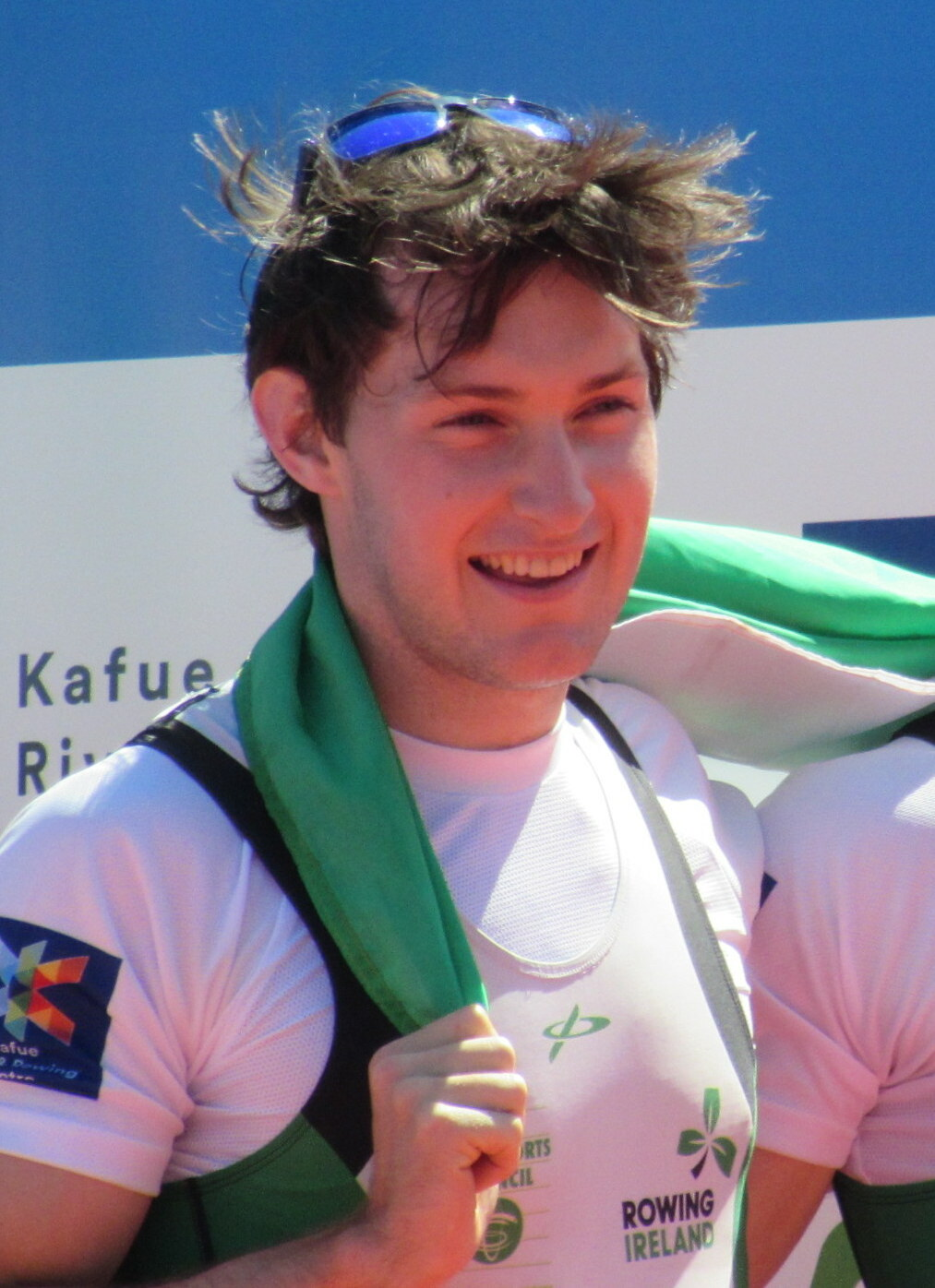
Paul O’Donovan als Europameister 2016

Paul O’Donovan (* 19. April 1994 in Skibbereen) ist ein irischer Leichtgewichts-Ruderer und zweifacher Olympiasieger.

## Sportliche Karriere
O’Donovan trat im Leichtgewichts-Einer bei den Junioren-Weltmeisterschaften 2011 an und erreichte den vierten Platz, im Jahr darauf belegte er den 13. Platz. Bei den U23-Weltmeisterschaften gewann er 2013 die Bronzemedaille, 2014 erreichte er den vierten Rang. Ebenfalls Vierter wurde er bei den Weltmeisterschaften 2014 in der Erwachsenenklasse. 
2015 bildete er zusammen mit seinem älteren Bruder Gary O’Donovan einen Leichtgewichts-Doppelzweier. Bei den Europameisterschaften kamen die beiden als Fünfte ins Ziel, bei den Weltmeisterschaften qualifizierten sie sich mit dem elften Platz für die Olympischen Spiele 2016. Im Mai des Olympiajahres 2016 gewannen die beiden Brüder den Titel bei den Europameisterschaften in Brandenburg an der Havel. Im August 2016 siegten bei den Olympischen Spielen 2016 die Franzosen Jérémie Azou und Pierre Houin, eine halbe Sekunde dahinter gewannen die beiden Iren die Silbermedaille. Es war die erste olympische Medaille für Ruderer aus der Republik Irland überhaupt. Paul O’Donovan startete kurz nach den Olympischen Spielen auch bei den Weltmeisterschaften der nicht-olympischen Bootsklassen, wo er die Goldmedaille im Leichtgewichts-Einer gewann. Bei den Europameisterschaften 2017 siegten erneut die Franzosen Azou und Houin vor den beiden Iren. Bei den Weltmeisterschaften 2017 in Florida verteidigte O’Donovan seinen Weltmeistertitel im Leichtgewichts-Einer aus dem Vorjahr. 2018 gewannen bei den Europameisterschaften die Norweger Kristoffer Brun und Are Strandli vor den O’Donovans. Bei den Weltmeisterschaften 2018 hingegen siegten die Iren mit anderthalb Sekunden Vorsprung auf die Italiener Stefano Oppo und Pietro Ruta. Ein Jahr später trat Paul O’Donovan bei den Weltmeisterschaften 2019 in Linz zusammen mit Fintan McCarthy an und siegte vor Oppo und Ruta. O’Donovan und McCarthy gewannen bei den Europameisterschaften 2021 in Varese vor den Deutschen Jonathan Rommelmann und Jason Osborne und den Italienern Oppo und Ruta. Mit dem gleichen Einlauf auf den Medaillenrängen endete auch die Regatta bei den Olympischen Spielen in Tokio.
2022 gewannen Fintan McCarthy und Paul O’Donovan sowohl bei den Europameisterschaften in München als auch bei den Weltmeisterschaften in Račice u Štětí vor Oppo und Ruta. 2023 fehlte O’Donovan bei den Europameisterschaften 2023 in Bled. Drei Monate später bei den Weltmeisterschaften in Belgrad trat Paul O’Donovan wieder mit McCarthy an und verteidigte seinen Titel aus dem Vorjahr. Bei den Olympischen Spielen 2024 in Paris gewannen McCarthy und O’Donovan ihre zweite olympische Goldmedaille. Drei Wochen nach den Olympischen Spielen siegte O’Donovan im Leichtgewichts-Einer bei den Weltmeisterschaften in den nichtolympischen Bootsklassen.